# Alberto Tavares Silva

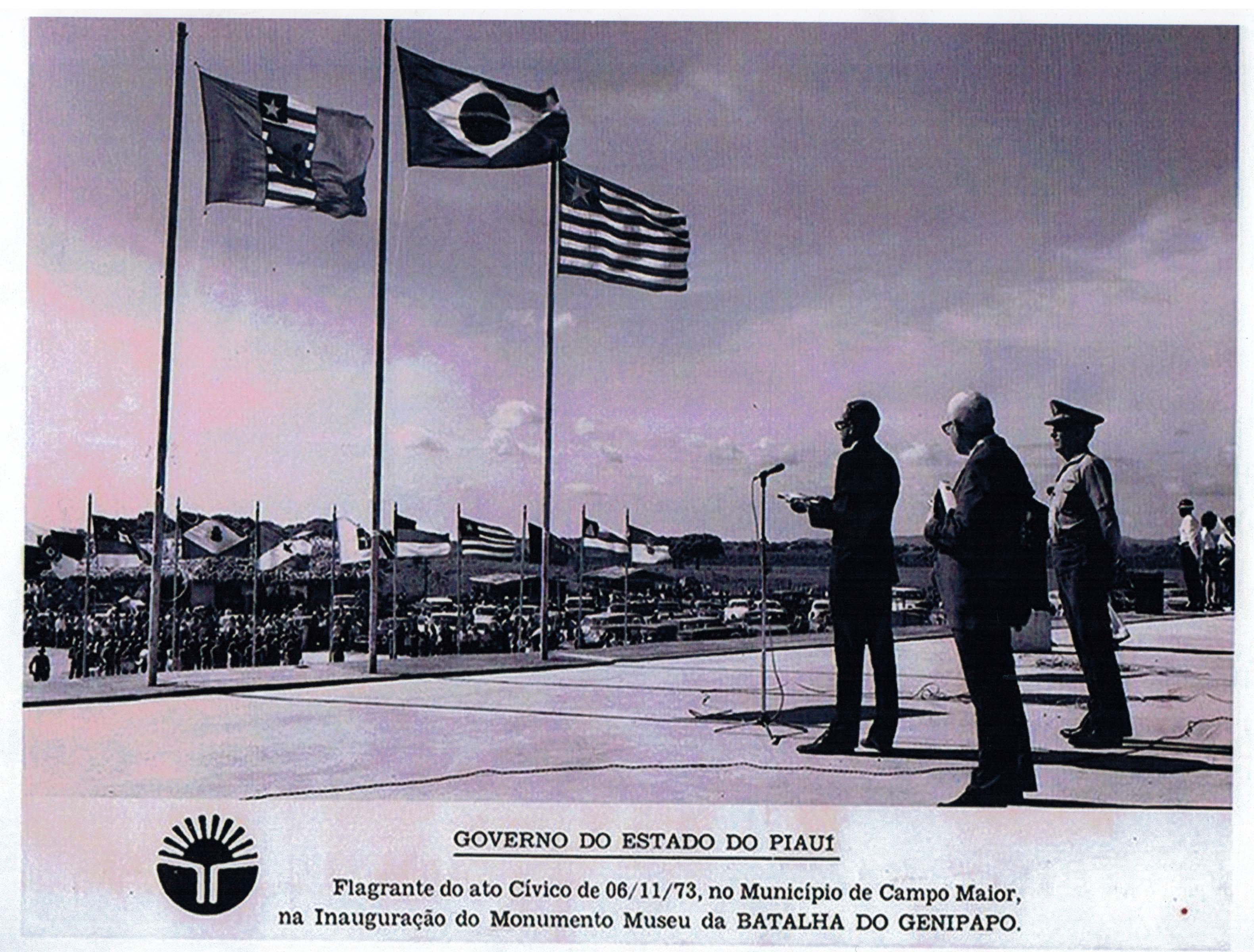
Alberto Silva discursando na inauguração do monumento da Batalha do Jenipapo em 1973. Ao lado está o o escritor Joaquim Raimundo Ferreira Chaves.

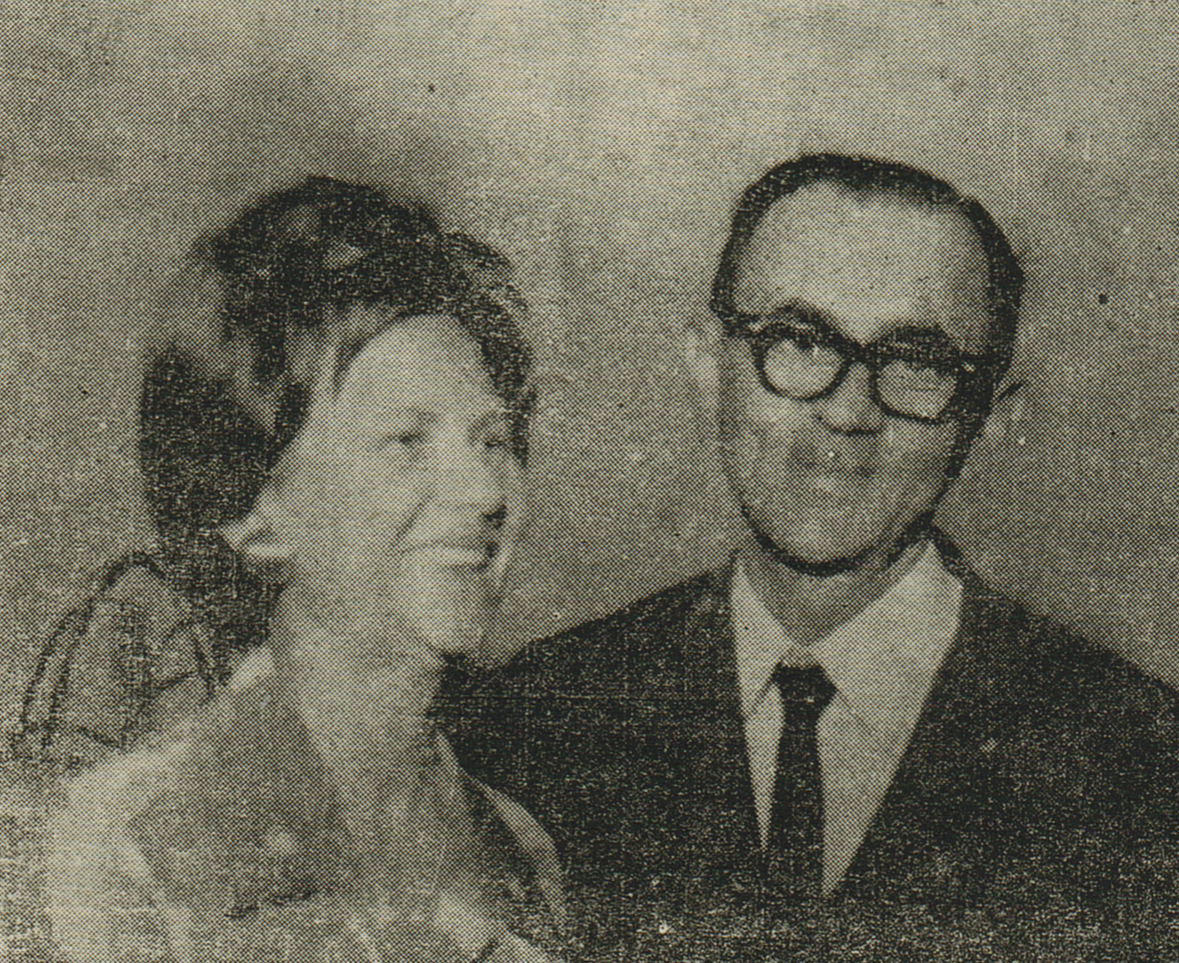
Ao lado da esposa, Florisa Silva, em 1971

Alberto Tavares Silva GOMM (Parnaíba, 10 de novembro de 1918 – Brasília, 28 de setembro de 2009) foi um professor, engenheiro civil, engenheiro eletricista, engenheiro mecânico e político brasileiro filiado ao Partido do Movimento Democrático Brasileiro que governou o Piauí duas vezes. Presidente do diretório regional do PMDB no estado, desempenhou uma atividade política de mais de sessenta anos, faleceu no exercício de seu segundo mandato de deputado federal vítima de insuficiência respiratória.

## Dados biográficos

### Formação acadêmica
Filho de João Tavares da Silva e Evangelina Rosa e Silva, concluiu o Ginásio Parnaibano em Parnaíba, sua terra natal. Graduou-se engenheiro civil, engenheiro eletricista e engenheiro mecânico na Universidade Federal de Itajubá, Minas Gerais. Depois de formado foi nomeado engenheiro-chefe dos Serviços de Transportes Elétricos da Estrada de Ferro Central do Brasil no Rio de Janeiro, entre 1941 e 1947.
Pertencia à Academia Piauiense de Letras, cadeira 1.

### Entre o Piauí e o Ceará
Filiado a UDN, foi eleito prefeito de Parnaíba em 1948 e deputado estadual em 1950, mas renunciou em 1953 para assumir a direção da Estrada de Ferro de Parnaíba. Eleito prefeito de Parnaíba pela segunda vez em 1954, retornou à direção da estrada de ferro em 1960. No ano seguinte foi nomeado diretor-técnico da Companhia de Força e Luz de Parnaíba e em 1962 tentou uma dupla candidatura a deputado federal e a deputado estadual, sem que fosse vencedor. Após o pleito passou a residir em Fortaleza onde dirigiu a Companhia de Eletricidade do Ceará (1962-1970) nos governos de Parsifal Barroso, Virgílio Távora e Plácido Castelo. Nesse período disputou as eleições de 1966 e ficou numa suplência de deputado federal pela ARENA do Piauí.
Em 1970 foi indicado governador do Piauí pelo presidente Emílio Garrastazu Médici em desfavor do coronel Stanley Batista e de Bernardino Viana, este ligado a Petrônio Portela. Ao deixar o Palácio de Karnak tornou-se coordenador do Programa de Desenvolvimento Industrial e Agrícola do Nordeste (Polonordeste) em 1975 e presidente da Empresa Brasileira de Transportes Urbanos (EBTU) em 1976 no Governo Ernesto Geisel. Numa das eleições mais renhidas do Piauí, foi candidato a senador numa sublegenda da ARENA em 1978 e apesar de sua derrota para Dirceu Arcoverde, tornou-se primeiro suplente do vencedor conforme a legislação da época, sendo efetivado em 20 de março de 1979, dias após a morte do titular.  Findo o bipartidarismo ingressou no PP e depois no PMDB em razão da incorporação entre as duas legendas decidida em convenção nacional no ano de 1981.
Os vínculos de Alberto Silva com o Ceará persistiram ao longo dos anos, pois seu genro, Carlos Virgílio Távora, foi deputado federal pelo respectivo estado.

### Novamente governador
Em 1982 perdeu a eleição para governador do Piauí para o deputado federal Hugo Napoleão (PDS). Partícipe da campanha de Tancredo Neves à presidência, foi seu eleitor no Colégio Eleitoral em 1985. Novamente candidato a governador em 1986, foi eleito com o apoio dos antigos adversários no PDS derrotando Freitas Neto (PFL). Governava o Piauí quando a Assembleia Legislativa promulgou a Constituição do Estado do Piauí em 5 de outubro de 1989.
Derrotado por uma ampla coligação oposicionista, o PFL reaglutinou suas forças e nisso seus maiores líderes foram aquinhoados com cargos no Governo Federal: dias antes da posse do novo governador, o ministro das Comunicações, Antônio Carlos Magalhães, nomeou Freitas Neto presidente da TELEPISA (Telecomunicações do Piauí S/A) e em outubro Hugo Napoleão foi escolhido ministro da Educação do Governo Sarney. Assim os pefelistas elegeram o maior número de prefeitos e vereadores em 1988 enquanto Alberto Silva enfrentava forte oposição interna ao se opor à candidatura de Heráclito Fortes para prefeito de Teresina, o que fomentou uma dissidência partidária liderada pelo professor Raimundo Wall Ferraz. Em 1989 a maioria das lideranças políticas do estado cerrou fileiras em torno da candidatura de Fernando Collor à Presidência da República, caminho seguido também por Silva enquanto Wall Ferraz e Heráclito Fortes permaneceram ao lado de Ulysses Guimarães.
Alheios à crise no PMDB Chagas Rodrigues, Paulo Silva e José Reis Pereira se filiaram ao PSDB sendo seguidos por Wall Ferraz em 1990. Este último reatou com Alberto Silva dele recebendo apoio para candidatar-se a governador, porém foi derrotado por Freitas Neto em segundo turno. Reforçados pelo prefeito Heráclito Fortes, os aliados de Freitas Neto elegeram o senador Lucídio Portela, além de sete deputados federais e dezesseis estaduais, ao passo que os governistas elegeram três deputados federais e treze estaduais. Já o PT sacramentou Nazareno Fonteles o primeiro dos seus com assento na Assembleia Legislativa enquanto o PMN lançou Francisco Barbosa de Macedo como candidato a governador.

### De volta ao Congresso Nacional
Após deixar o governo, foi candidato a prefeito de Teresina em 1992 numa eleição vencida em primeiro turno por Wall Ferraz que fora seu candidato a governador dois anos antes. Em 1994 foi eleito deputado federal e, em 1996, perdeu em segundo turno em mais um pleito para a prefeitura de Teresina, desta vez para Firmino Filho. Em 1998 foi eleito senador e em 2004 foi nomeado pelo presidente Luiz Inácio Lula da Silva para o Conselho da República, sendo eleito em 2006 para um novo mandato de deputado federal.

## Homenagens
Em 2010, no ano seguinte à sua morte, foi homenageado com a Estação Engenheiro Alberto Tavares Silva, estação terminal do Metrô de Teresina.